# Christian Radtke

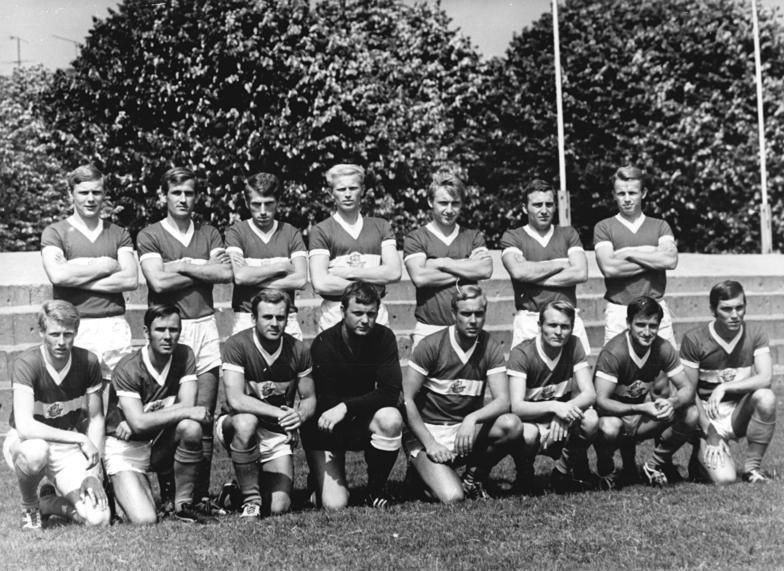
Christian Radtke (vorner Reihe, erster von links) mit FC Hansa Rostock im Jahr 1970

Christian Radtke (* 5. April 1950; † 2018) war Fußballspieler in der DDR-Oberliga. In der höchsten ostdeutschen Fußballklasse spielte er für den F.C. Hansa Rostock.

## Sportlicher Werdegang
Radtke wurde 1975 in die Jugendmannschaft des F.C. Hansa Rostock aufgenommen. Ab 1967 spielte er für Hansa in der Junioren-Oberliga, und am 5. April 1970 debütierte er als Linksaußenstürmer für die 2. Mannschaft erstmals im Männerbereich. Knapp vier Wochen später, am 2. Mai 1970, stand er in der Begegnung Berliner FC Dynamo – F.C. Hansa (0:0) zum ersten Mal in der Oberligamannschaft. In der 75. Minute war er für den Linksaußenstürmer Gerd Kostmann eingewechselt worden. Eine Woche später kam er ein zweites Mal in der Oberligaelf zum Einsatz. Für die Saison 1970/71 wurde Radtke offiziell für die Oberligamannschaft nominiert, kam jedoch nur in den ersten beiden Spieltagen als Einwechselspieler zum Einsatz, danach spielte er bis Oktober 1970 durchgehend in der 2. Mannschaft. Im November des Jahres musste er seinen Armeedienst antreten. Mit Beginn der Spielzeit 1972/73 konnte Radtke wieder für den F.C. Hansa spielen und war mit 17 Oberligaeinsätzen bereits an der Schwelle zum Stammspieler. Diesen Status erreichte er 1974/75 mit 24 von 26 möglichen Erstligaspielen. Am Ende dieser Saison stieg Rostock allerdings aus der Oberliga ab. In der zweitklassigen DDR-Liga absolvierte Radtke 1975/76 nur neun Punktspiele, die restliche Zeit verbrachte er wieder in der 2. Mannschaft, die durch den Abstieg der 1. nun in der Bezirksliga Rostock spielte.
Daraufhin wurde er zum Saisonende aus dem Klub ausdelegiert und musste sich dem DDR-Ligisten TSG Bau Rostock anschließen. Nachdem er in der Spielzeit 1977/78 mit zwölf Treffern erfolgreichster Torschütze der TSG geworden war, durfte er zu Beginn der Saison 1978/79 zum F.C. Hansa Rostock zurückkehren und kam dort in 17 Oberligapunktspielen zum Einsatz. Nach einem Jahr stieg Hansa erneut in die DDR-Liga ab, diesmal war Radtke jedoch mit 28 von 30 möglichen Punktspielen am sofortigen Wiederaufstieg maßgeblich beteiligt.
Ab 1980 stabilisierte sich der F.C. Hansa in der Oberliga und der 1,85 m große Radtke wurde nun endgültig zum Stammspieler, vom Sommer 1980 bis 1985 absolvierte er 109 der 130 Oberligapunktspiele. Zusätzlich nahm der ausgebildete Ingenieurökonom 1981 noch ein Jurastudium auf.  Als Radtke im Sommer 1985 seine Laufbahn bei Hansa Rostock beendete, wies seine Bilanz 184 Oberligaspiele mit 21 Toren sowie 28 Pokalspiele mit zwei Toren auf. Den Leistungssport ließ er anschließend beim Bezirksligisten Chemie Piesteritz ausklingen.